# 赤穂化成
赤穂化成株式会社（あこうかせい、英称:Ako Kasei Co.,Ltd.）は、兵庫県赤穂市坂越に本社を置く塩を中心とした化成品および海洋深層水を加工した飲料水や食品などを製造・販売する企業である。

## 概要
江戸時代・赤穂藩の頃より製塩の本場としてその名を知られる兵庫県赤穂市では、同社の前身となる天然塩の製造をおこなう赤穂東浜塩業組合が存在していた。その赤穂東浜塩業組合が、1947年に天然塩と海水に含まれる成分を応用した食品、医薬品、肥料などを開発することを目的とした「化成品部門」を設立した。
1971年、塩を効率的に生産できる「イオン交換樹脂製塩法」を開発したことで、塩田を利用した製造が廃止されたため、同組合が解散。その化成部門が独立・法人化されると共に同社が発足すると、1973年に「赤穂の天塩（あましお）」を発売し、これを応用した商品も続々と開発されるようになる。
1995年海洋深層水の研究・開発に着手。1999年には、「天海の水」などの海洋深層水の商品化を実現させると共に、2003年には、ユニチカが保有していた同社の株式を買い取って、自主独立化。深層水事業所が日本の深層水飲料メーカーとして初のHACCP認証を取得。2009年東京で行われた「世界料理サミット」で「海の深層水天海の水」「赤穂の天塩」がそれぞれ大会公認食品として認定された。また赤穂化成、天塩、アコールの3社で「AKOグループ」を結成すると共に、2008年には「熱中対策水」を開発・販売開始している。
平成27年10月に「天塩東京スタジオ」、平成28年5月に坂越本社内に「天塩スタジオ赤穂」を開設。

## 主な商品
食用塩･食品
- 海洋深層水「天海の水」シリーズ
- 赤穂の天塩（あましお）
- こだわりの豆乳
- 熱中対策水
- 鶏肉のレモン漬けのたれ

化成品その他
- 豆腐製造用凝固剤
- 塩化マグネシウム・塩化カリウム・塩化アンモニウム・塩化カルシウム等の無機塩類
- 凍結防止剤
- 黒色顔料

## グループ企業
グループ名称は「AKOグループ」。
株式会社AKO
グループ統括会社。
株式会社天塩
天塩ブランドの商品の販売。
株式会社アコール
グループ商品の通信販売事業。
株式会社東浜
赤穂緞通工房ギャラリー東浜の運営。